# Губин, Сергей Антонович
Сергей Антонович Губин (Мусницкий) (1902 — 1938) — советский государственный деятель, начальник Управления народного комиссариата внутренних дел Удмуртской Автономной Советской Социалистической Республики (1935—1936), участник Гражданской войне в России.

## Биография
Родился в 1902 г. в г. Тула в семье служащего. По национальности русский. В 1918 г. вступил в коммунистическую партию и работал заместителем председателя Тульского губернского комитета РКСМ. В 1919 г. заведующий агитпунктом в Туле, затем в Рабоче-крестьянской Красной армии: красноармеец легкого артиллерийского дивизиона, начальник штаба партизанского повстанческого отряда, участник Гражданской войне в России. С 1920 г. начальник участка особого отдела Западного фронта при уполномоченном 3-го района. С 1922 г. сотрудник специального отдела ГПУ в Москве. С 1923 г. уполномоченный иностранного отделения особого отдела Западного фронта, затем делопроизводитель полномочного представителя ОГПУ по Западному краю. 20 октября 1923 уволен из ОГПУ. С 1924 г. член РК Минского городского комитета КП(б) Белоруссии. С 7 сентября 1927 г. временно исполняющий должность уполномоченного 4-го отделения контрразведывательного отдела,  с 1928 г. уполномоченный контрразведывательного отдела, с 1 ноября 1928 г. уполномоченный экономического отдела полномочного представителя ОГПУ по Белорусскому военному округу. С 16 февраля 1929 г. старший уполномоченный, с 1930 г. временно исполняющий должность начальника экономического отдела Витебского окружного отдела ГПУ. С 2 августа 1930 г. по 25 августа 1932 г. начальник экономического отдела ГПУ Башкирской АССР, одновременно с 25 ноября 1931 г. по 25 августа 1932 г. начальник отделения спецпоселений ГПУ Башкирской АССР. С 1 ноября 1932 г. начальник Магнитогорского районного отдела ГПУ. С 1 декабря 1933 г. оперуполномоченный 3-го отдела Дмитлага ОГПУ. С 5 апреля 1934 г. начальник 3-го отделения Южного района Дмитлага. С 11 сентября 1934 г. в распоряжении отдела кадров полномочного представителя ОГПУ по Московской области. С 5 ноября 1934 г. помощник начальника Управления НКВД Удмуртской АССР. С 22 марта 1935 г. по 3 августа 1936 г. временно исполняющий должность начальника, затем начальник Управления НКВД Удмуртской АССР. В 1935 году после введения персональных званий Губину было присвоено 25 декабря 1935 г. звание старшего лейтенанта государственной безопасности. С 15 сентября 1936 г. помощник начальника транспортного отдела, с 15 сентября 1936 г. начальник 4-го отделения, с 28 декабря 1936 г. заместитель начальника 3-го отдела Управления государственной безопасности Управления НКВД Горьковской области. Уволен из НКВД 2 сентября 1937 г. Арестован 22 ноября 1937 г. Приговорен Тройкой НКВД 16 февраля 1938 г. к высшей мере наказания. Расстрелян в 1938 году. 

## Звания
Старший лейтенант государственной безопасности — 25.12.1935.